# Czarnica (obwód witebski)
Czarnica (biał. Чарніца; ros. Черница, Czernica) – wieś na Białorusi, w obwodzie witebskim, w rejonie lepelskim, w sielsowiecie Domżarycy. W 2009 roku liczyła 35 mieszkańców.